# Paonias exaecata
Paonias exaecata is een vlinder uit de familie van de pijlstaarten (Sphingidae). De wetenschappelijke naam werd gepubliceerd in 1797 door John Abbot en James Edward Smith.